# Chelifera accomodata
Chelifera accomodata är en tvåvingeart som beskrevs av Wagner, Leese och Arne Panesar 2004. Chelifera accomodata ingår i släktet Chelifera och familjen dansflugor. Inga underarter finns listade i Catalogue of Life.